# Idiocerus lachrymalis
Idiocerus lachrymalis är en insektsart som beskrevs av Fitch 1851. Idiocerus lachrymalis ingår i släktet Idiocerus och familjen dvärgstritar. Inga underarter finns listade i Catalogue of Life.